# Gerwisch
Gerwisch este o comună din landul Saxonia-Anhalt, Germania.